# Tomasz Głowiński
Tomasz Głowiński (ur. 18 października 1967 we Wrocławiu) – polski historyk, specjalizujący się w historii Polski i powszechnej XIX-XX wieku, historii gospodarczej Polski XX wieku oraz współczesnej historii wojskowości; nauczyciel akademicki związany z Uniwersytetem Wrocławskim.

## Życiorys
Po ukończeniu I Liceum Ogólnokształcącego we Wrocławiu oraz pomyślnie zdanym egzaminie maturalnym podjął w 1986 roku studia na kierunku historia na Uniwersytecie Wrocławskim. Aktywnie uczestniczył w życiu studenckim działając w latach 1988–1991 w Niezależnym Zrzeszeniu Studentów. Ponadto w latach 1989–1990 przewodniczył uczelnianemu Samorządowi Studenckiego. W 1991 roku uzyskał tytuł zawodowy magistra na podstawie pracy pt. Armia Krajowa w 1944 r. w świetle „Dziennika Żołnierza Armii Polskiej na Wschodzie”.
Bezpośrednio po ukończeniu studiów podjął pracę zawodową jako bibliotekarz w ZNiO we Wrocławiu. Rok później podjął studia doktoranckie na macierzystej uczelni będąc stypendystą śląskoznawczego studium doktoranckiego do 1997 roku. Był także w 1996 roku stypendystą Katholischer Akademischer Ausländer-Dienst (KAAD) w Berlinie. W 1998 roku uzyskał stopień naukowy doktora nauk humanistycznych w zakresie historii o specjalności historia najnowsza Polski, na podstawie pracy pt. O nowy porządek europejski. Ewolucja hitlerowskiej propagandy politycznej wobec Polaków w Generalnym Gubernatorstwie 1939–1945, której promotorem był prof. Włodzimierz Suleja. W 2001 roku został adiunktem w Zakładzie Historii Gospodarczej, Demografii i Statystyki w Instytucie Historycznym Uniwersytetu Wrocławskiego.
Poza działalnością naukowo-dydaktyczną został od 1996 roku członkiem Dolnośląskiego Oddziału Stowarzyszenia „Wspólnota Polska”. Od 2004 roku był wiceprezesem tego oddziału, a od 2010 roku jego prezesem i członkiem Rady Krajowej Stowarzyszenia. Od 2006 roku jest sekretarzem Wrocławskich Spotkań z Historią Gospodarczą i od 2010 roku redaktorem strony internetowej WSzHG. W latach 2007–2010 uczestniczył w projekcie badawczym nr N112 034 32/2221 finansowanym przez Komitet Badań Naukowych pt. Modernizacja czy pozorna modernizacja. Społeczno-ekonomiczny bilans PRL 1945-1989. W 2013 roku Rada Wydziału Nauk Historycznych i Pedagogicznych Uniwersytetu Wrocławskiego nadała mu stopień naukowy doktora habilitowanego nauk humanistycznych w zakresie historii o specjalności: historia Polski i powszechna XIX i XX wieku, historia gospodarcza, historia wojskowości na podstawie rozprawy pt. Feliks Młynarski 1884-1972.
W 2021 został odznaczony Srebrnym Krzyżem Zasługi.

## Dorobek naukowy
Zainteresowania naukowe Tomasza Głowińskiego koncentrują się wokół zagadnień związanych z propagandą hitlerowską w okupowanej Polsce (1939–1945), pieniądzem i bankowością emisyjną w XX wieku, biografistyką w historii gospodarczej, historią Dolnego Śląska oraz historią wojskowości z naciskiem na okres Festung Breslau i Korpus Ochrony Pogranicza. Do jego najważniejszych publikacji należą:
- O nowy porządek europejski. Ewolucja hitlerowskiej propagandy politycznej wobec Polaków w Generalnym Gubernatorstwie 1939-1945, Wrocław 2000.
- Zapomniany garnizon. Oddziały Korpusu Ochrony Pogranicza w Iwieńcu w latach 1924–1939, Wrocław 2008/2009.
- Festung Breslau 1945. Historia i pamięć, Wrocław 2009.
- Feliks Młynarski (1884–1972), Wrocław 2012.
- Bitewnym szlakiem września 1939 roku. Bitwy i boje w obronie Rzeczypospolitej (współautor z: Rafał Igielski, Mieczysław Lebel), Warszawa 2019.